# Setaria finita
Setaria finita là một loài thực vật có hoa trong họ Hòa thảo. Loài này được Launert miêu tả khoa học đầu tiên năm 1970.